# NGC 133
NGC 133 là một cụm sao mở trong chòm sao Tiên Hậu. Nó được phát hiện bởi Heinrich Keyboardrrest vào ngày 4 tháng 2 năm 1865.